# Timahdite
Timahdite (en tamazight ⵜⵉⵎⴰⵃⴹⵉⵜ, en arabe : تمحضيت) est une ville du Maroc. Elle est située dans la région de Fès-Meknès, à 1 800 m d'altitude, en plein cœur du Moyen Atlas, dans une zone au climat rude.
La race locale de brebis de Timahdite est une des principales races ovines locales marocaines. Elle est réputée et appréciée pour sa bonne conformation, sa facilité d'engraissement, son rendement en carcasse et sa rusticité.

## Géographie
La ville de Timahdite se situe à 30 km au sud de la ville d'Azrou sur la route nationale N13 appelée communément par les utilisateurs Route du Sahara parce qu'elle traverse le massif du Moyen Atlas et le massif du Haut Atlas oriental après Midelt pour arriver à Errachidia, porte du Tafilalet et du Sahara. Entre Azrou et Timahdite se situe le plateau basaltique d'Azrou.
La ville est située dans une région à climat très froid qui enregistre les températures les plus basses d'Afrique. Ce qui rend cet axe routier impraticable durant des semaines entières en hiver à la suite des importantes chutes de neige qu'enregistre la région.
À 5 km au nord de la ville on trouve la 2e station de ski d'Ifrane qui porte le nom du cratère l'abritant : Michlifen, et commence la luxuriante forêt de cèdre occidental abritant les singes magots.
L'oued Sebou, le deuxième plus important fleuve du Maroc prend source non loin de la ville, pour la traverser en amont sous le nom de l'oued Guigou; il est par ailleurs alimenté par les fontes de neige et des sources qui jaillissent autour avant d'arriver au Saiss et se jeter dans l'Atlantique après avoir traversé la région du Gharb.
La ville de Timahdite ne manque pas de ressources, en effet, ses rochers d'origine volcanique karstiques contiennent des schistes qui ne sont pas encore exploités vu le coût que cela nécessite pour l'extraction du pétrole et aussi l'impact néfaste sur l'environnement d'une région sensible. Par ailleurs, la ville est entourée de deux petits volcans dormants.
À 20 km au sud de la ville, on trouve le grand lac Aguelmame Sidi Ali relevant de la province de Midelt à une altitude de 2 100 m. Les montagnes qui l'entourent gardent leur manteau neigeux jusqu'au mois de mai.